# 安谢塔
安谢塔是巴西圣卡塔琳娜州的一个市镇。总面积228.58平方公里，总人口5572人，人口密度24.4人/平方公里。